# Нікшень (комуна)
Нікшень, Нікшені (рум. Nicșeni) — комуна у повіті Ботошані в Румунії. До складу комуни входять такі села (дані про населення за 2002 рік):
- Дача (171 особа)
- Доробанць (1654 особи)
- Нікшень (1051 особа)

Комуна розташована на відстані 382 км на північ від Бухареста, 12 км на північ від Ботошань, 105 км на північний захід від Ясс.

## Населення
За даними перепису населення 2002 року у комуні проживали 2876 осіб.
Національний склад населення комуни:
| Національність | Кількість осіб | Відсоток |
| -------------- | -------------- | -------- |
| румуни         | 2865           | 99,6%    |
| цигани         | 10             | 0,3%     |
| угорці         | 1              | < 0,1%   |

Рідною мовою назвали:
| Мова      | Кількість осіб | Відсоток |
| --------- | -------------- | -------- |
| румунська | 2873           | 99,9%    |
| циганська | 2              | 0,1%     |
| угорська  | 1              | < 0,1%   |

Склад населення комуни за віросповіданням:
| Релігія       | Кількість осіб | Відсоток |
| ------------- | -------------- | -------- |
| православні   | 2424           | 84,3%    |
| адвентисти    | 361            | 12,6%    |
| п'ятдесятники | 83             | 2,9%     |
| римо-католики | 1              | < 0,1%   |
| реформати     | 1              | < 0,1%   |
| лютерани      | 1              | < 0,1%   |
| атеїсти       | 1              | < 0,1%   |